# مورمون کراسنیگ (آریزونا)
مورمون کراسنیگ (به انگلیسی: Mormon Crossing) یک منطقهٔ مسکونی در ایالات متحده آمریکا است که در آریزونا واقع شده‌است. مورمون کراسنیگ ۱٬۸۷۴ متر بالاتر از سطح دریا واقع شده‌است.